# Église Saint-Cyr-Sainte-Julitte de Villejuif
Pour les articles homonymes, voir Église Saint-Cyr-et-Sainte-Julitte.
L'église Saint-Cyr-Sainte-Julitte est une église catholique située à Villejuif dans le Val-de-Marne, en France. Il s'agit de la principale église de la commune.

## Localisation
L'église est située sur la place de la Mairie, le long de la rue Georges-Lebigot, dans la commune de Villejuif, dans le département français du Val-de-Marne. Elle jouxte la mairie de la ville.

## Historique
L'église doit son nom à saint Cyr et à sa mère sainte Julitte, deux martyrs chrétiens du IVe siècle.
Fondée au XIIIe siècle, elle est rénovée complétement en 1535 avec de la pierre de taille et des moellons. Elle porte l'inscription « Memento mori 1549 » sur son clocher.
En 1823, l'ancien cimetière qui se trouvait autour de l'église est fermé et remplacé par le cimetière principal de Villejuif.
En 1870, l'église est occupé par les Communards.
L'édifice est inscrit au titre des monuments historiques en 1928. L'orgue de tribune, signé des facteurs d'orgues Hippolyte Loret et Gabriel Cavaillé-Coll, est également inscrit à l'inventaire général du patrimoine culturel. Les vitraux sont l'œuvre du maître-verrier Louis-Charles-Marie Champigneulle.
Le clocher de l'église est restauré de 1981 à 1988.
Le 19 avril 2015, un étudiant, Sid Ahmed Ghlam, est arrêté fortuitement après un meurtre alors qu'il projette de commettre un attentat à l'arme à feu dans cette église, ainsi qu'en l'église Sainte-Thérèse pendant la messe dominicale. D'après le prêtre de l'église, un carnage a été évité car il y avait près de 300 personnes à ce moment-là,. La ville de Villejuif avait déjà été la cible d'un terroriste islamiste, Amedy Coulibaly, lors des attentats de janvier 2015 en France. Il s'agissait cette fois-ci de l'explosion d'une voiture.

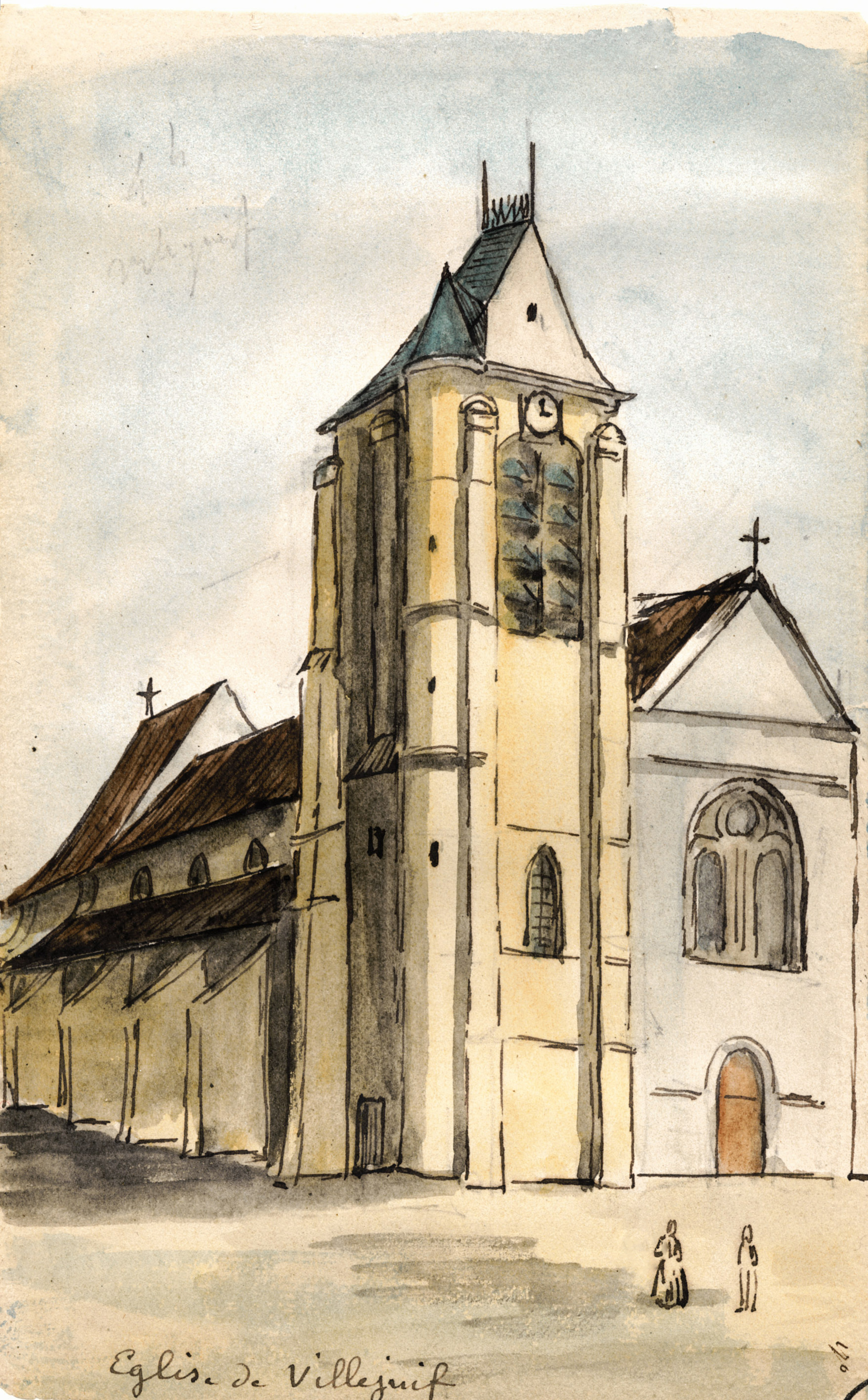
Aquarelle d'Albert Capaul, vers 1885.
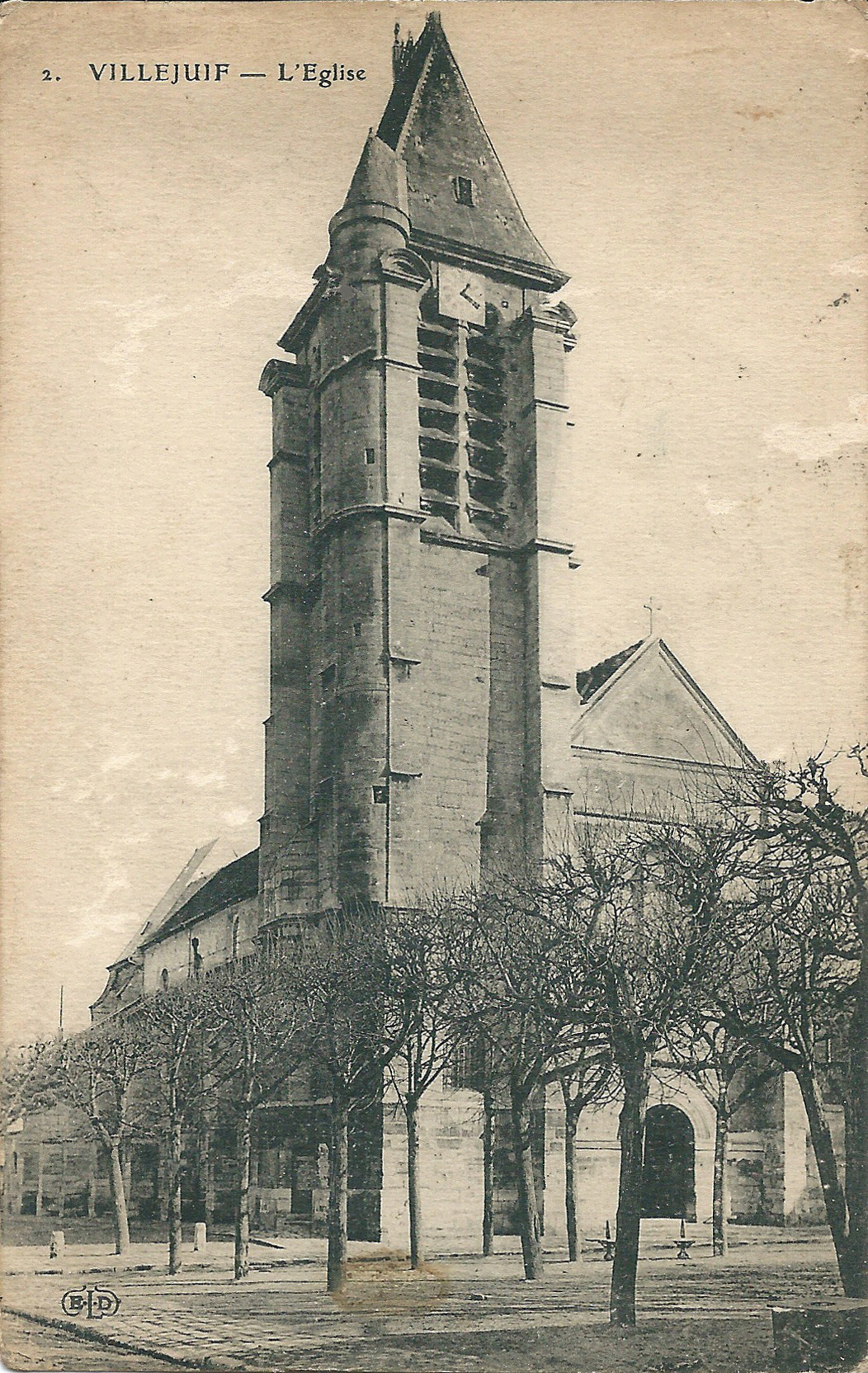
L'église vers 1926.
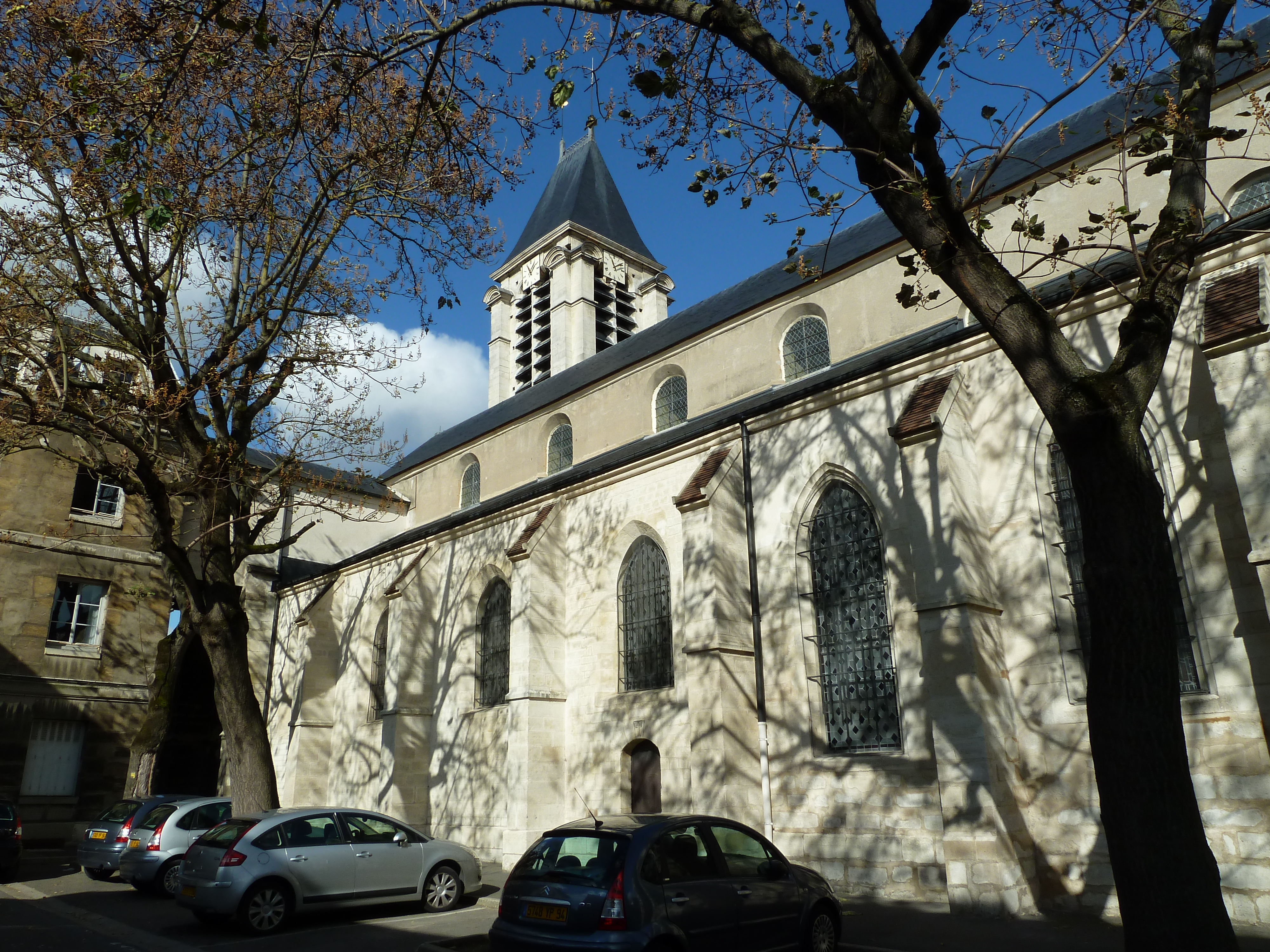
Côté de l'église.
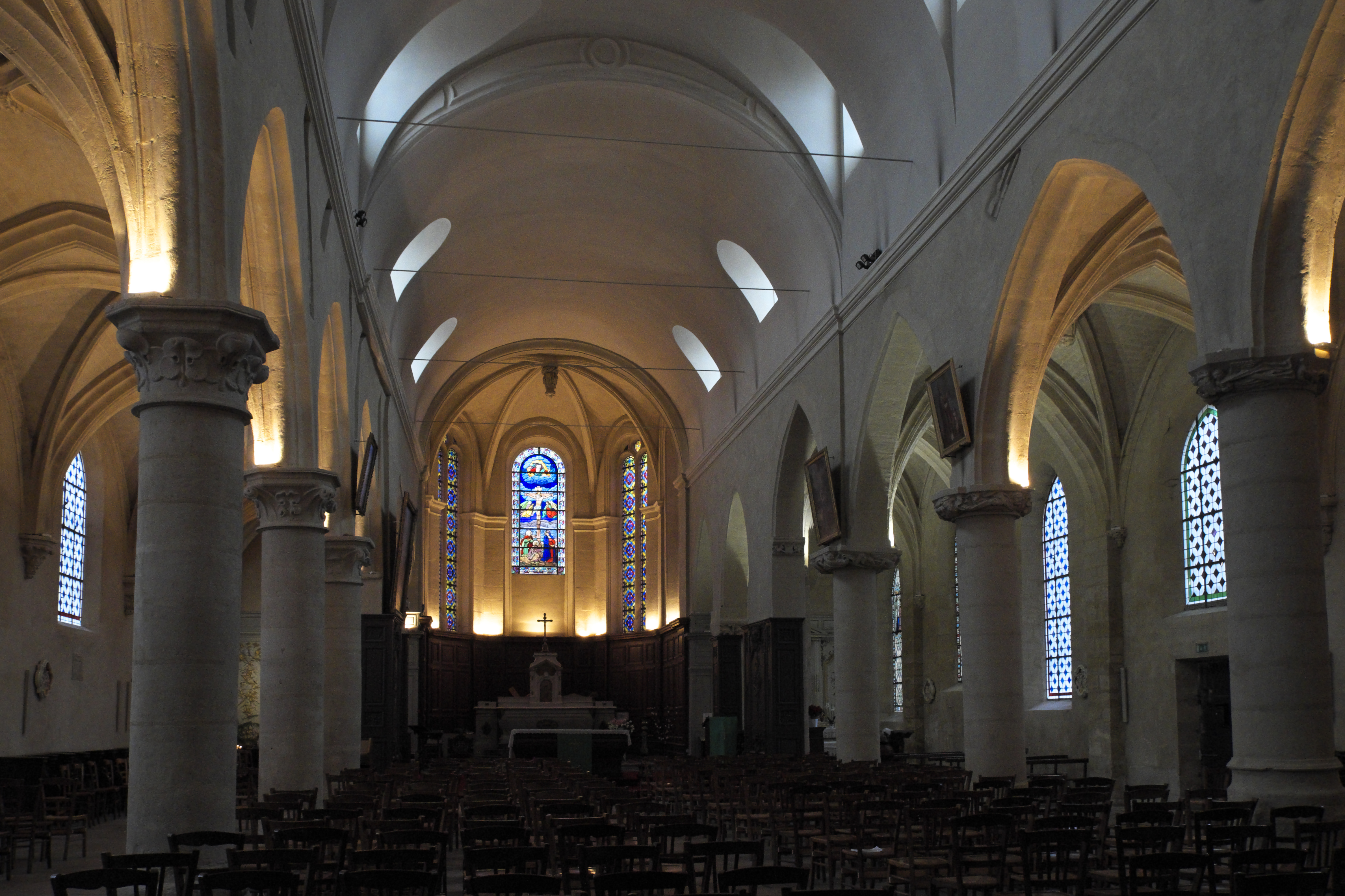
Intérieur de l'église.
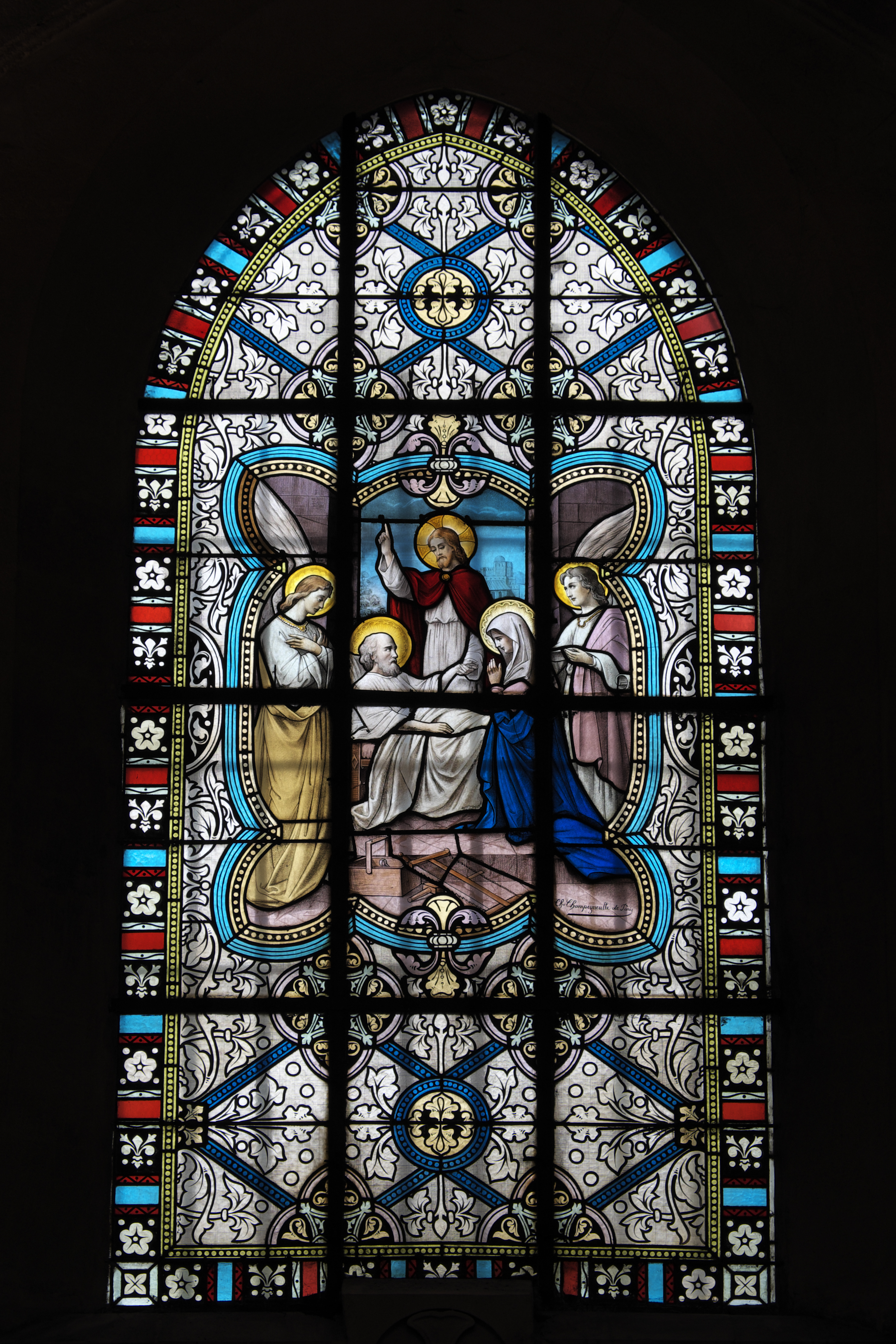
Un des vitraux de l'église.
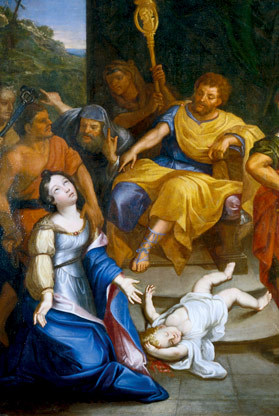
Le martyre de sainte Julitte et de saint Cyr, anonyme, 2e moitié du XVIIe siècle.